# Eugenio Arias
Pour les articles homonymes, voir Arias.
Eugenio Arias Herranz est un coiffeur espagnol né à Buitrago del Lozoya le 15 novembre 1909 et mort à Vallauris (Alpes-Maritimes) le 28 avril 2008, exilé en France sous l'Espagne franquiste.
Personnalité de la Côte d'Azur, il est célèbre comme étant le « barbier de Picasso » et le fondateur du musée Picasso de Buitrago.

## Biographie
Eugenio Arias est le fils de Pedro Arias, tailleur, et de Nicolasa Herranz, bergère de Robledillo de la Jara, dont Picasso fait un portrait. 
Pendant la guerre d'Espagne, il s'engage avec les troupes républicaines et sert au sein du régiment de Valentín González, dit « El Campesino ». Il doit fuir devant l'avancée des nationalistes, qui gagnent la guerre en 1939, et s'exile en France.
En 1945, à Toulouse, il est l'un des invités à la cérémonie d'hommage aux résistants des maquis. Dolores Ibárruri, la « Pasionaria », le présente à Pablo Picasso.
Eugenio Arias ouvre ensuite un salon de coiffure à Vallauris. Il retrouve Pablo Picasso, qui emménage avec Françoise Gilot dans cette ville, en 1948. L'artiste devient l'un de ses clients et un ami proche à qui il lègue des œuvres.
En 1985, après la Transition démocratique, Eugenio Arias fonde le Musée Picasso de Buitrago, près de Madrid. Il décède à Vallauris, ville de son exil, le 28 avril 2008.